# I.M
Im Chang-kyun (en hangul, 임창균; Suwon, 26 de enero de 1996), más conocido por su nombre artístico I.M, es un rapero, cantante, compositor y bailarín surcoreano. Debutó en 2015 como integrante de Monsta X, a través del programa de supervivencia Mnet No Mercy en 2015, ocupando el puesto de rapero y maknae (en el grupo). Hizo su debut en solitario con el EP Duality en 2021.

## Biografía
I.M nació el 26 de enero de 1996 en Suwon, Corea del Sur, aunque considera a Gwangsan-gu, Gwangju como su ciudad natal. Su padre era científico y el trabajo le exigía viajar por todo el mundo, por ello vivió en el extranjero, incluyendo lugares como Israel y Boston, en este último es donde adquiriría fluidez en inglés.
Durante 2013 y 2014 perteneció a la boy band Nu’Bility, formada por la compañía Special K Entertainment, donde realizó diversos eventos, pero nunca un debut oficial. Finalmente se unió a Starship Entertainment, donde a finales de 2014 se preparó para integrar un nuevo grupo de chicos a través del programa de supervivencia No.Mercy. En 2015 sería seleccionado para debutar en el nuevo grupo de hip-hop de la empresa junto a otros seis miembros.

## Carrera

### 2015-presente: Monsta X
En 2015 debutó junto a Monsta X con su primer EP Trespass, donde posee créditos de composición en las cinco pistas.

### 2016-2020
En 2016, lanzaría su primer mixtape, llamado Who Am I, en colaboración con Yeseo. Este sería publicado en canal oficial de YouTube de Starship Entertainment. Su segundo mixtape sería publicado en 2019, con la canción principal «Horizon», en colaboración con ELHAE, y un b-side titulado «Scent».
El 20 de octubre, I.M y Brother Su con J.Han lanzaron un mixtape titulado "Madeleine". 
En julio de 2017, I.M lanzó un mixtape titulado "Be My Friend", junto con el miembro del grupo Joohoney.
En febrero de 2018, I.M lanzó otro mixtape en solitario titulado "Fly With Me". 
En febrero de 2019, I.M narró un audiolibro de Oscar Wilde, El príncipe feliz, publicado a través del Audioclip de Naver. Más tarde ese año, narró dos audiolibros junto con el miembro del grupo Shownu, también lanzado a través del Audioclip de Naver. 
En abril, I.M lanzó su mixtape con el sencillo principal "Horizon", que fue una colaboración con el artista estadounidense ELHAE. Lanzó "Scent" como una cara-B del sencillo.
En 2020, I.M colaboró con ELHAE nuevamente, lanzando el sencillo "Need to Know". I.M también hizo su primera aparición en solitario en un programa de entrevistas Talk Talk Information Brunch.

### 2021-presente: Proyectos en solitario yDuality
En enero de 2021, I.M anunciaría que lanzaría su primer trabajo que vendría siendo preparado desde 2020, el cual sería su primer trabajo en solitario oficial. El EP, titulado Duality, sería publicado el 19 de febrero junto a la canción «God Damn» como la principal.
Su primer lanzamiento oficial que fue anunciado como una obra extendida titulada Duality, lanzado el 19 de febrero, con el sencillo principal "God Damn".  I.M fue elogiado por mostrar una mayor diversidad de habilidades con el EP, con una notable diferencia en el estilo de rap de su trabajo en Monsta X, así como por mostrar sus habilidades como vocalista y compositor. Las cinco canciones del álbum figuran en la lista semanal de ventas de canciones digitales mundiales de Billboard  (World Digital Song Sales) ocupando el veinte por ciento de la lista de canciones mundiales.
En junio, I.M se convirtió en el nuevo modelo de Versace Eros Fragrance Perfume. 
En julio, IM con Shownu y Hyungwon de otros miembros de Monsta X se unieron a la campaña de verano Taste of Korea de Pepsi, lanzando un sencillo promocional "Summer Taste" junto a Rain, Yujeong y Yuna de Brave Girls y Hongjoong y Yunho de Ateez.
En agosto, I.M formó parte de Welcome To My Baverse de Baverse Studio. Es una especie de documental en el que revelará sus pensamientos internos como músico y como miembro de un grupo ídolo. En septiembre, I.M lanzó la canción "Loop" como parte de su trabajo en Welcome To My Baverse de Baverse Studio.  Contribuyó a la producción y composición de la canción, así como a la producción, incluido el trabajo de la imagen de la portada del álbum. 
A partir del 6 de septiembre, es un nuevo DJ para el programa de radio Midnight Idol de Naver Now, junto con el miembro del grupo Kihyun.
El 8 de agosto del 2022, Starship Entertainment reveló una declaración sobre el estado de los contratos de MONSTA X. I.M se separaría de Starship pero continuaría con las actividades grupales.
Tras este anuncio, I.M fue al fan café oficial del grupo para compartir una carta escrita a mano, donde explicaba su situación y el futuro del grupo.
Más tarde el 15 de noviembre de 2022, Sony Music Entertainment Korea anunciaria que I.M habría firmado un contrato exclusivo para sus futuras actividades solitas. 

## Discografía
EPs
- Duality (2021)
- Overdrive (2023)
- Off the beat (2024)

## Filmografía

### Televisión
| Año       | Cadena | Programa | Papel       | Notas                                | Ref.  |
| --------- | ------ | -------- | ----------- | ------------------------------------ | ----- |
| 2014-2015 | Mnet   | No.Mercy | Concursante | Programa de supervivencia (ep. 8-10) | [ 9 ] |

### Presentador de radio
| Año  | Cadena    | Programa      | Rol                        | Ref.   |
| ---- | --------- | ------------- | -------------------------- | ------ |
| 2021 | Naver NOW | Midnight Idol | Presentador junto a Kihyun | [ 10 ] |